# Sini (mitologia)
Sini o Sinis (in greco antico: Σίνις?) o Perigune (in greco antico: Περιγούνη?) è un personaggio della mitologia greca e fu un brigante.

## Genealogia
Figlio di Procuste e Sylea e padre di Perigune, anche se Ateneo di Naucrati scrive che l'avesse solo allevata.
Plutarco invece annota che i suoi contemporanei indicassero Sini come figlio di Caneto e di Enioche al posto di Scirone.

## Mitologia
Era un brigante che viveva sull'istmo di Corinto e tendeva agguati lungo una strada che collegava Trezene ad Atene, dove aveva l'abitudine di legare i viandanti alle cime di due alberi di pino ancorate a terra da alcune corde che, una volta tagliate, lasciavano che gli alberi si rialzassero ciascuno tirando su un fianco straziando così il corpo del malcapitato. 

Fu ucciso da Teseo che per farlo usò il suo stesso sistema.
Dagli antichi fu definito curvatore di pini (in greco antico: πιτυοκάμπτης?, pityokamptès).